# ピーター・テクレン
ピーター・テクレン (Alf Peter Tägtgren、1970年6月3日 - )は、スウェーデンのヘヴィメタルミュージシャン、音楽プロデューサー、レコーディング・エンジニア。メロディックデスメタルバンド、ヒポクリシーの中心人物であり、ソロプロジェクト、ペインでも活動している。スウェーデンのレコーディング・スタジオ、アビス (The Abyss)のオーナーでもある。同スタジオで、音楽プロデューサー、レコーディング・エンジニアとして活動している、トミー・テクレン (Tomy Tägtgren)は兄。
2000年頃のヒポクリシーでは、7弦ギターを使用していた。その後は、通常の6弦ギターに戻っている。

## 略歴
9歳の時にドラムスを始める。その後、ギター、ベース、キーボードの演奏も始めている。
最初のバンドであるConquest解散後、スウェーデンから、アメリカ合衆国へ移る。この時期に、マルヴォレント・クリエイションのギタリスト、フィル・ファシアーナとセッションし、デスメタルに出会う。
その後、スウェーデンに戻りソロプロジェクト、ヒポクリシーを立ち上げる。その後、ヒポクリシーはバンド体制に移行し、ピーターはボーカル、ギター、キーボードを担当している。また、1997年にはソロプロジェクト、ペインを立ち上げている。ペインでは、ボーカルとすべての楽器を担当している。
この他に、2004年にはスウェーデンのデスメタルバンドで活動する著名なミュージシャンが結成しているバンド(スーパーグループ)、ブラッドバスにボーカリストとして加入、1枚のアルバムに参加した。また、ナパーム・デスで活動するシェーン・エンバリーが結成したデスメタル/グラインドコアバンド、ロック・アップに1998年に参加。2002年まで在籍し、1枚のアルバムに参加した。ちなみにピーターの後任は、元アット・ザ・ゲイツのトーマス・リンドバーグである。また、デラモートというデスメタルバンドでも活動していた。
これらのバンドの他に、サイドプロジェクトも立ち上げている。1994年には当時のヒポクリシーのメンバー、ピーター、ミカエル・ヘッドルンド、ラーズ・スゥーケの3名でブラックメタルバンド、The Abyssを結成。2枚のアルバムを発表している。また、ヒポクリシー、ダーク・フューネラル、Ophthalamiaのメンバーとブラックメタルバンド、Warを結成。1枚のEPに参加している。
正式加入の他に、マーダックのライブギタリストやSorhinのセッションドラマーとしてもサポート参加していたことがある。エッジ・オブ・サニティのアルバム『Infernal』にもゲスト参加している。
音楽プロデューサー、レコーディング・エンジニアとしても多くの作品に関わっており、ディム・ボルギルやアモン・アマース、チルドレン・オブ・ボドム、ダーク・フューネラルなどの作品に関わっている。

## ディスコグラフィー

### ヒポクリシー
スタジオアルバム
- 1992年 Penetralia
- 1993年 オスキュラム・オブシーナム Osculum Obscenum
- 1994年 ザ・フォース・ディメンションThe Fourth Dimension
- 1996年 アブダクティッド Abducted
- 1997年 ザ・ファイナル・チャプター The Final Chapter
- 1999年 ヒポクリシー Hypocrisy
- 2000年 イントゥー・ジ・アビス Into the Abyss
- 2002年 キャッチ22 Catch 22
- 2004年 ジ・アライヴァル The Arrival
- 2005年 ヴァイラス Virus
- 2008年 Catch 22 (V2.0.08) (Catch 22のリレコーディング盤)
- 2009年 A Taste of Extreme Divinity

ライブアルバム
- 1999年 デストロイズ・ヴァッケン Hypocrisy Destroys Wacken

ベストアルバム
- 2001年 10 Years of Chaos and Confusion

デモ
- 1991年 Rest in Pain
- 1992年 Rest in Pain

シングル・EP
- 1993年 Pleasure of Molestation (EP)
- 1994年 Inferior Devoties (EP)
- 1996年 Maximum Abduction (EP)
- 1996年 Carved Up (Single)
- 2005年 Virus Radio EP (EP)
- 2008年 Don't Judge Me (Single)

映像作品
- 1999年 Hypocrisy Destroys Wacken
- 2001年 Live & Clips

スプリットアルバム
- 1992年 Nuclear Blast Sampler (Afflicted、Resurrection、SinisterとのスプリットCD)
- 1996年 Hypocrisy / Meshuggah  (メシュガーとのスプリットCD)
- 2001年 Nuclear Blast Festivals 2000 (Raise Hell、カタクリズム、デストラクション、CrematoryとのスプリットCD)
- 2009年 Valley of the Damned / Hordes of War (イモータルとのスプリットCD)

### ペイン
アルバム
- 1997年 Pain
- 1999年 Rebirth
- 2002年 Nothing Remains the Same
- 2005年 Dancing With the Dead
- 2007年 Psalms of Extinction
- 2008年 Cynic Paradise
- 2011年 You Only Live Twice

シングル・EP
- 1999年 End of the Line (Single)
- 1999年 On and On (Single)
- 2000年 Suicide Machine (Single)
- 2001年 Shut Your Mouth (Single)
- 2002年 Eleanor Rigby (Single)
- 2002年 Just Hate Me 3  (Single)
- 2002年 Just Hate Me (EP)
- 2002年 Just Hate Me 2 (Single)
- 2002年 Eleanor Rigby 2 (Single)
- 2002年 Just Hate Me 1 (Single)
- 2004年 Same Old Song (Single)
- 2005年 Bye/Die (Single)
- 2005年 Nothing (Single)
- 2008年 I´m Going In (Single)
- 2009年 Follow Me (Single)
- 2011年 Dirty Woman (Single)
- 2011年 My Angel (Single)

映像作品
- 2006年 Live Is Overrated

### ブラッドバス
アルバム
- 2004年 Nightmares Made Flesh

### ロック・アップ
アルバム
- 1999年 Pleasures Pave Sewers

### The Abyss
アルバム
- 1995年 The Other Side
- 1996年 Summon the Beast

### War
EP
- 1997年 Total War

### その他
- 1996年 Algaion - Vox Clamentis - ドラムス
- 1997年 エッジ・オブ・サニティ - Infernal - ("The Bleakness of It All"のリードギター)
- 1997年 セリオン - A'arab Zaraq - Lucid Dreaming - ("Under Jolly Roger"のリードギター)
- 2007年 ニュークリア・ブラスト・オールスターズ - Out of the Dark - (Schizoのボーカル)
- 2010年 ソニック・シンディケイト - We Own The Night - ("Leave Me Alone"の作詞と作曲初段階にヨナス・キェルグレンと共に参加)
- 2010年 エクソダス - Exhibit B: The Human Condition - ("The Sun Is My Destroyer"のバックボーカル)
- 2011年 The Unguided - Nightmareland EP - ("Pathfinder"のゲストボーカル)

## プロデュース・リスト
- The Abyss - The Other Side (1995)
- ナグルファー - Vittra (1995)
- Death Organ - 9 to 5 (1995)
- ダーク・フューネラル - The Secrets of the Black Arts (1996)
- Fleshcrawl - Bloodsoul (1996)
- ヒポクリシー - Abducted (1996)
- The Abyss - Summon the Beast (1996)
- Setherial - Nord (1996)
- マーダック - Heaven Shall Burn... When We Are Gathered (1996)
- マーダック - Glorification (1996)
- ペイン - Pain (1997)
- ディム・ボルギル - Enthrone Darkness Triumphant (1997)
- マーダック - Live in Germania (1997)
- Fleshcrawl - Bloodred Massacre (1997)
- ヒポクリシー - The Final Chapter (1997)
- Abruptum - Vi Sonus Veris Nigrae Malitiaes (1997)
- セリオン - A'arab Zaraq - Lucid Dreaming (1997)
- War - Total War (1997)
- ダーク・フューネラル - Vobiscum Satanas (1998)
- アモン・アマース - Once Sent from the Golden Hall (1998)
- ディム・ボルギル - Godless Savage Garden (1998)
- マーダック - Nightwing (1998)
- ディスパッチド - Promised Land (1998)
- Love Like Blood - Snakekiller (1998)
- Love Like Blood - The Love Like Blood E.P. (1998)
- Enslaved - Blodhemn (1998)
- Raise Hell - Holy Target (1998)
- ザイアフィング - Valdr Galga (1999)
- ヒポクリシー - Hypocrisy (1999)
- イモータル - At the Heart of Winter (1999)
- ディム・ボルギル - Spiritual Black Dimensions (1999)
- War - We Are... Total War (1999)
- マーダック - Panzer Division Marduk (1999)
- ペイン - Rebirth (1999)
- アモン・アマース - The Avenger (1999)
- Borknagar - Quintessence (2000)
- チルドレン・オブ・ボドム - Follow the Reaper (2000)
- ダーク・フューネラル - Teach Children to Worship Satan (2000)
- デストラクション - All Hell Breaks Loose (2000)
- ディスパッチド - Motherwar (2000)
- ダーク・フューネラル - In the Sign... (2000)
- オールド・マンズ・チャイルド - Revelation 666 - The Curse of Damnation (2000)
- ヒポクリシー - Into the Abyss (2000)
- イモータル - Damned in Black (2000)
- Rotting Christ - Khronos (2000)
- ネグレクテッド・フィールズ - Mephisto Lettonica (2000)
- Enslaved - Mardraum - Beyond the Within (2000)
- ガーデニアン - Sindustries (2000)
- Susperia - Predominance (2001)
- マーダック - La Grande Danse Macabre (2001)
- アモン・アマース - The Crusher (2001)
- デストラクション - The Antichrist (2001)
- ダーク・フューネラル - Diabolis Interium (2001)
- イモータル - Sons of Northern Darkness (2002)
- ヒポクリシー - Catch 22 (2002)
- Susperia - Vindication (2002)
- ペイン - Nothing Remains the Same (2002)
- Shining - Angst, självdestruktivitetens emissarie (2002)
- マーダック - World Funeral (2003)
- Grimfist - Ghouls of Grandeur (2003)
- Forgotten Tomb - Springtime Depression (2003)
- ヒポクリシー - The Arrival (2004)
- Maryslim - Split Vision (2004)
- Grave - Fiendish Regression (2004)
- ペイン - Dancing with the Dead (2005)
- デストラクション - Inventor of Evil (2005)
- ヒポクリシー - Virus (2005)
- ディム・ボルギル - Stormblåst MMV (2005)
- セルティック・フロスト - Monotheist (2006)
- Grave - As Rapture Comes (2006)
- Noctiferia - Slovenska Morbida (2006)
- ペイン - Psalms of Extinction (2007)
- Maryslim - A Perfect Mess (2007)
- チルドレン・オブ・ボドム - Blooddrunk (2008) - ボーカル・パートのみ
- ヒポクリシー - Catch 22 V2.0.08 (2008)
- ペイン - Cynic Paradise (2008)
- Sanctification - Black Reign (2008)
- Sabaton - The Art of War (2008)
- ターヤ - The Seer EP (2008)
- イモータル - All Shall Fall (2009)
- ヒポクリシー - A Taste of Extreme Divinity (2009)
- ダーク・フューネラル - Angelus Exuro pro Eternus (2009)
- Sabaton - Coat Of Arms (2010)
- Overkill - Ironbound (2010)
- Noctiferia - Death Culture (2010)
- イモータル - The Seventh Date of Blashyrkh (2010)
- Abigail Williams - In the Absence of Light (2011)
- Belphegor - Blood Magick Necromance (2011)
- Legion of the Damned - Descent into Chaos (2011)
- Kampfar - Mare (2011)
- The Unguided - Nightmareland (EP) (2011)
- Loudblast - Frozen Moments Between Life And Death (2011)
- セプティックフレッシュ - The Great Mass (2011)
- ペイン - You Only Live Twice (2011)
- Heidevolk - Batavi (2012)
- Sabaton - Carolus Rex (2012)
- アモルフィス - Circle (2013)
- チルドレン・オブ・ボドム - Halo of Blood (2013) - ボーカル・パートのみ
- ヒポクリシー - End of Disclosure (2013)
- Sabaton - Heroes (2014)
- Lindemann - Skills in Pills (2015)

## 参考
- Encyclopaedia Metallum（英語）